# Abitur in Sachsen
Das Abitur in Sachsen wird in der Regel mit der erfolgreichen Abiturprüfung am Ende der gymnasialen Oberstufe an einem Gymnasium oder einem Beruflichen Gymnasium erworben.

## Eintritt in die gymnasiale Oberstufe

### Voraussetzungen am Gymnasium
Die gymnasiale Oberstufe (auch Sekundarstufe II genannt) umfasst in Sachsen drei Jahre, die Einführungsphase in der 10. Klasse und die Qualifikationsphase in den Jahrgangsstufen 11 und 12. Der Eintritt in diese Stufe ist nur möglich, wenn die Klassenstufe 10 des Gymnasiums erfolgreich abgeschlossen wurde. Schüler mit einem Realschulabschluss, die von einer Oberschule an das Gymnasium wechseln, müssen die Klassenstufe 10 am Gymnasium zusätzlich absolvieren. Die künftigen Schüler der Sekundarstufe II sollen somit auf die Veränderungen gegenüber dem bisherigen Unterrichts- und Bewertungssystem vorbereitet werden.

### Voraussetzungen am Beruflichen Gymnasium
Ein berufliches Gymnasium ist ein Gymnasium der Aufbauform, es umfasst die gymnasiale Oberstufe mit der Klasse 11 und den Jahrgangsstufen 12 und 13.
In die Klasse 11 des Beruflichen Gymnasiums können aufgenommen werden:
- Schüler, die die Klasse 10 einer Oberschule oder einer vergleichbaren allgemeinbildenden Schule besucht haben und dort den Realschulabschluss oder einen gleichwertigen Abschluss mit mindestens dreimal der Note 2 in den Fächern Deutsch, Mathematik, der fortzuführenden Fremdsprache, Physik, Chemie und Biologie erreicht haben. Die übrigen genannten Fächer sollen mindestens die Note 3 aufweisen. Die Durchschnittsnote aller Fächer darf in der Regel nicht schlechter als 2,5 sein;
- Schüler von allgemeinbildenden Gymnasien mit dem Versetzungszeugnis von Klasse 10 nach Klasse 11 des Gymnasiums oder dem Nachweis des Realschulabschlusses;
- Schüler mit einem Realschul- oder gleichwertigen Abschluss, die eine mindestens zweijährige Berufsausbildung erfolgreich abgeschlossen haben, wenn ihr Notendurchschnitt im Abschlusszeugnis für den Realschulabschluss mindestens 3,0 beträgt, wobei in den Fächern Deutsch, Mathematik und fortzuführende Fremdsprache keine Note schlechter als 3,0 sein darf und sie im Abschlusszeugnis der Berufsschule mindestens die Durchschnittsnote 2,5 erreicht haben.

Schüler, die die Notenanforderungen nicht erfüllen, deren Durchschnittsnote aller Fächer jedoch besser als 3,0 ist, können auch dann in Berufliche Gymnasien aufgenommen werden, wenn ihre Eignung in einem fachlich orientierten Eignungsgespräch festgestellt wird. In diesem regelmäßig 20-minütigen Gespräch soll der Schüler grundlegendes Verständnis in den für die gewählte Richtung des Beruflichen Gymnasiums maßgeblichen Fachinhalten nachweisen.
Die Schüler dürfen bei Schuljahresbeginn der Klasse 11 das 18. Lebensjahr, bei Nachweis einer abgeschlossenen Berufsausbildung das 21. Lebensjahr nicht vollendet haben. Bei Vorliegen besonderer vom Schüler nicht zu vertretender Umstände, insbesondere längerer Krankheit, kann der Schulleiter Ausnahmen zulassen.

### Unterschiede der Ober- zur Mittelstufe
Im Vergleich zu den Klassen 5 bis 10 gibt es einige grundlegende Unterschiede:
- Anstelle von Klassen gibt es nun Kursgruppen (meist kurz als „Kurse“ bezeichnet), die von Fach zu Fach unterschiedlich zusammengesetzt sein können.
- Der Unterricht wird zudem in Leistungs- und Grundkursen erteilt. Hierbei erwerben die Schüler in den Grundkursen grundlegende inhaltliche und methodische Kenntnisse und Fähigkeiten; die Leistungskurse tragen intensiverem Fragen und Verstehen Rechnung.
- Die Aufgaben des Klassenleiters der Klassenstufen 11 bis 12 übernimmt der Tutor, der meist einer der Leistungskurslehrer ist. Er berät die Schüler in Absprache mit den zuständigen Fachlehrern in allen Angelegenheiten des jeweiligen Schulfaches und bei der Wahl der Abiturprüfungsfächer.
- Die Jahrgangsstufen 11 und 12 gliedern sich in vier Kurshalbjahre: 11/I, 11/II, 12/I und 12/II. Dies hat vor allem eine besondere Bedeutung bei der Berechnung der Gesamtqualifikation.
- Der bisher verwandten 6-Noten-Skala werden Punkte zugeordnet. Da hierbei auch die Noten-Tendenzen Berücksichtigung finden, ist eine differenziertere Bewertung möglich.

| Punkte | Note in Worten       | Note (mit Tendenz) | Rohpunkte | Notendefinition | Bemerkung           |
| ------ | -------------------- | ------------------ | --------- | --- | ------------------- |
| 15     | sehr gut             | 1+                 | 95 %      | Die Leistungen entsprechen den Anforderungen in besonderem Maße. |                     |
| 14     | sehr gut             | 10                 | 90 %      | Die Leistungen entsprechen den Anforderungen in besonderem Maße. |                     |
| 13     | sehr gut             | 1−                 | 85 %      | Die Leistungen entsprechen den Anforderungen in besonderem Maße. |                     |
| 12     | gut                  | 2+                 | 80 %      | Die Leistungen entsprechen den Anforderungen voll. |                     |
| 11     | gut                  | 20                 | 75 %      | Die Leistungen entsprechen den Anforderungen voll. |                     |
| 10     | gut                  | 2−                 | 70 %      | Die Leistungen entsprechen den Anforderungen voll. |                     |
| 9      | befriedigend         | 3+                 | 65 %      | Die Leistungen entsprechen den Anforderungen im Allgemeinen. |                     |
| 8      | befriedigend         | 30                 | 60 %      | Die Leistungen entsprechen den Anforderungen im Allgemeinen. |                     |
| 7      | befriedigend         | 3−                 | 55 %      | Die Leistungen entsprechen den Anforderungen im Allgemeinen. |                     |
| 6      | ausreichend          | 4+                 | 50 %      | Die Leistungen weisen zwar Mängel auf, entsprechen aber im Ganzen noch den Anforderungen.                                                                                                |                     |
| 5      | ausreichend          | 40                 | 45 %      | Die Leistungen weisen zwar Mängel auf, entsprechen aber im Ganzen noch den Anforderungen.                                                                                                |                     |
| 4      | schwach ausreichend1 | 4−                 | 40 %      | Die Leistungen weisen Mängel auf und entsprechen den Anforderungen nur noch mit Einschränkungen.1                                                                                        | defizitärer Bereich |
| 3      | mangelhaft           | 5+                 | 33 %      | Die Leistungen entsprechen den Anforderungen nicht, lassen jedoch erkennen, dass die notwendigen Grundkenntnisse vorhanden sind und die Mängel in absehbarer Zeit behoben werden können. | defizitärer Bereich |
| 2      | mangelhaft           | 50                 | 27 %      | Die Leistungen entsprechen den Anforderungen nicht, lassen jedoch erkennen, dass die notwendigen Grundkenntnisse vorhanden sind und die Mängel in absehbarer Zeit behoben werden können. | defizitärer Bereich |
| 1      | mangelhaft           | 5−                 | 20 %      | Die Leistungen entsprechen den Anforderungen nicht, lassen jedoch erkennen, dass die notwendigen Grundkenntnisse vorhanden sind und die Mängel in absehbarer Zeit behoben werden können. | defizitärer Bereich |
| 0      | ungenügend           | 60                 | 0 %       | Die Leistungen entsprechen den Anforderungen nicht und selbst die Grundkenntnisse sind so lückenhaft, dass die Mängel in absehbarer Zeit nicht behoben werden können.                    | nicht belegt        |

1 = Entgegen der offiziellen Definition der Note „schwach ausreichend“ gilt ein Kurs mit dieser Benotung nicht als bestanden; die Leistungen entsprechen den Anforderungen nicht.

Quelle: 

## Aufgabenfelder und Unterrichtsfächer
Grundsätzlich unterscheidet man zwischen Fächern im Pflichtbereich (Leistungskurse und Grundkurse) und im Wahlbereich (Ganztagsangebote und Arbeitsgemeinschaften). Das Angebot an Leistungs- und Grundkursen ist so angelegt, dass die Schüler an den verbindlichen Kursen teilnehmen und somit die Voraussetzungen für die Zulassung zur schriftlichen und mündlichen Abiturprüfung erfüllen können.

### Pflichtbereich
Die Fächer des Pflichtbereichs sind in drei Aufgabenfelder unterteilt:
- Sprachlich-literarisch-künstlerisches Aufgabenfeld
  - Deutsch
  - Fremdsprachen (spätestens ab Klasse 8 als Pflichtfach begonnen)
  - Kunsterziehung
  - Musik
  - Englisch
  - Latein/Französisch (Fremdsprache ab Klasse 6/7)
- Gesellschaftswissenschaftliches Aufgabenfeld
  - Geschichte
  - Gemeinschaftskunde/Rechtserziehung/Wirtschaft (oftmals kurz als GRW bezeichnet)
  - Geografie
- Mathematisch-naturwissenschaftlich-technisches Aufgabenfeld
  - Mathematik
  - Biologie
  - Chemie
  - Physik

Die Fächer Sport und Religion bzw. Ethik sind als Pflichtfächer keinem Aufgabenfeld zugeordnet.

### Wahlbereich
Im Wahlbereich können die Fächer
- Astronomie,
- Informatik,
- Philosophie,
- Fremdsprachen, die in der Sekundarstufe I als Arbeitsgemeinschaft geführt wurden sowie

genehmigte fachübergreifende Grundkurse angeboten werden, wenn es die Möglichkeiten der betreffenden Schule zulassen.
Von dem Wahlbereich können in den Kursjahren 11 und 12 insgesamt maximal 5 auf die Wochenstunden angerechnet werden. Hiervon können nur die Grundkurse angerechnet werden, die Arbeitsgemeinschaften bleiben unberücksichtigt.
Es können auch zusätzliche Lernangebote in Form von Arbeitsgemeinschaften eingerichtet werden, wie z. B.
- Chor,
- Orchester,
- Darstellendes Spiel,
- Fremdsprache (in Jahrgangsstufe 11 beginnend),
- Sport,
- „Cambridge-Kurs“ (soll auf den Erwerb eines weltweit anerkannten Englisch-Sprachzertifikat hinführen)

### Übersicht über die Wochenstundenanzahl
Bitte auch die Hinweise unter der Tabelle beachten!
| Bereich | Aufgabenfeld                                  | Fächer                                                                      | Wochenstunden (Grundkurs) | Wochenstunden (Leistungskurs) |
| ------- | --------------------------------------------- | --------------------------------------------------------------------------- | ------------------------- | ----------------------------- |
| Pflicht | sprachlich-künstlerisch-literarisch           | Deutsch                                                                     | 4 bzw. 34                 | 5                             |
| Pflicht | sprachlich-künstlerisch-literarisch           | Sorbisch                                                                    | 4                         | 5                             |
| Pflicht | sprachlich-künstlerisch-literarisch           | Englisch Französisch Latein Polnisch Russisch Spanisch Tschechisch Sonstige | 3 bzw. 2                  | 5                             |
| Pflicht | sprachlich-künstlerisch-literarisch           | Musik Kunsterziehung                                                        | 2                         | 52                            |
| Pflicht | gesellschaftswissenschaftlich                 | Geschichte Gemeinschaftskunde/Re./Wi. Geografie                             | 2                         | 5 — 41                        |
| Pflicht | mathematisch- naturwissenschaftlich-technisch | Mathematik                                                                  | 4                         | 5                             |
| Pflicht | mathematisch- naturwissenschaftlich-technisch | Biologie Chemie Physik                                                      | 2                         | 5 bzw. 42                     |
| Pflicht |                                               | Religion bzw. Ethik Sport                                                   | 2                         | 53 52                         |
| Wahl    | Grundkurs                                     | Astronomie Informatik                                                       | 2                         | —                             |
| Wahl    | Grundkurs                                     | Philosophie                                                                 | 2                         | —                             |
| Wahl    | Grundkurs                                     | Fachübergreifender Grundkurs                                                | 2                         | —                             |
| Wahl    | Grundkurs                                     | weitere fortgeführte Fremdsprache                                           | 2                         | —                             |
| Wahl    | Arbeitsgemeinschaft                           | Chor Orchester Darstellendes Spiel Sport                                    | 2                         | —                             |

- Bei Belegung zweier fortgeführter Fremdsprachen als Grundkurse wird die früher begonnene Fremdsprache (meistens Englisch) mit zwei, die später begonnene Fremdsprache mit drei Wochenstunden belegt. Bei Belegung des Leistungskursfaches fortgeführte Fremdsprache entfällt die Belegpflicht der mit zwei Wochenstunden veranschlagten Fremdsprache.
- Wird Kunst als Leistungskursfach belegt, so entfällt die Belegungspflicht des Grundkurses Kunst bzw. Musik.
- Das Abiturzeugnis enthält einen Vermerk darüber, dass das Zeugnis das Latinum bzw. Graecum bzw. Hebraicum einschließt, wenn der Schüler den Unterricht in einem der Fächer im erforderlichen Umfang als 1., 2. oder 3. Fremdsprache erfolgreich besucht hat. Das Latinum, Graecum bzw. Hebraicum kann auch im Rahmen einer Arbeitsgemeinschaft erworben werden. Die Voraussetzungen dafür sind mindestens drei Jahre Unterrichtszeit mit mindestens drei Wochenstunden sowie das Bestehen einer Ergänzungsprüfung.
- Ferner enthält das Abiturzeugnis einen Vermerk über die Noten in den abgewählten Pflichtfächern in Klasse 10.
- Weiterhin kann die Vorbereitung auf den Erwerb international anerkannter Sprachdiplome im Rahmen eines Wahlgrundkurses oder einer Arbeitsgemeinschaft erfolgen.
- In den Kursjahren 11 und 12 müssen jeweils 35 Wochenstunden eingebracht werden.

1 nur am Sächsischen Landesgymnasium St. Afra zu Meißen

2 nur an Gymnasien mit vertiefter Ausbildung in der jeweiligen Vertiefungsrichtung

3 nur an Gymnasien in kirchlicher Trägerschaft
4 nur am Sorbischen Gymnasium Bautzen

## Kurswahl

### Leistungskurse
Jeder Schüler wählt aus dem Angebot seiner Schule zwei Fächer aus dem Pflichtbereich zu seinen Leistungskursen. Dabei sind die folgenden Kombinationen möglich:
- Deutsch – fortgeführte Fremdsprache
- Deutsch – Chemie oder Physik oder Biologie
- Deutsch – Geschichte oder Kunst

- Mathematik – fortgeführte Fremdsprache
- Mathematik – Chemie oder Physik oder Biologie
- Mathematik – Geschichte oder Kunst

Die Leistungskurse Chemie bzw. Kunst müssen durch die Sächsische Bildungsagentur genehmigt werden.
Um das Leistungskursfach Kunst belegen zu dürfen, muss der Schüler nach § 39 SOGYA einen Eignungsnachweis erbringen.
(anstelle von Deutsch kann am Sorbischen Gymnasium in Bautzen auch Sorbisch gewählt werden)
- „Fortgeführte Fremdsprache“ bedeutet 1., 2. oder 3. Fremdsprache (ab Klassenstufe 8).
- Schüler von Gymnasien mit einer vertieften Ausbildung müssen zusätzlich zu oben genannten Leistungskursfachkombinationen einen dritten Leistungskurs belegen.
- Die Einrichtung von Leistungskursen im Fach Musik ist nur am Dr.-Wilhelm-André-Gymnasium Chemnitz bei Genehmigung durch die Sächsische Bildungsagentur möglich (gemäß§ 39 SOGYA), darüber hinaus an Schulen mit vertiefter musischer Ausbildung (gemäß § 4 SOGYA).
- Das Leistungskursfach Biologie wird an Schulen mit vertiefter mathematisch-naturwissenschaftlicher Ausbildung (gemäß § 4 SOGYA) eingerichtet.
- Das Leistungskursfach Sport wird an Schulen mit vertiefter sportlicher Ausbildung (gemäß § 4 SOGYA) eingerichtet.
- Das Leistungskursfach Evangelische Religion bzw. das -fach Katholische Religion wird an Schulen in kirchlicher Trägerschaft eingerichtet.

Für das Landesgymnasium St. Afra zu Meißen (§ 44 SOGYA), für Gymnasien in Trägerschaft einer evangelischen Landeskirche oder eines katholischen Bistums, die als Ersatzschule staatlich anerkannt sind oder gleichgestellt, und das Sorbische Gymnasium Bautzen (§ 39 SOGYA) gelten besondere Regelungen. Des Weiteren gibt es Ausnahmen für die sächsischen Sportgymnasien.

### Grundkurse
Sachsens Kultusministerium hat eine Sonderrolle in Deutschland beschlossen, indem auch die Grundkurse in Naturwissenschaften und Fremdsprachen nur zweistündig sind, sodass eine große Zahl zustande kommt. So ist es möglich, alle drei klassischen Naturwissenschaften zu belegen. In den Gesellschaftswissenschaften sind mehrere Fächer Pflicht, die KMK schreibt nur Geschichte vor. Begründet wird diese Entscheidung mit der Nachfrage der Hochschulen und Industrie nach allseitig ausgebildeten Naturwissenschaftlern. Der Abiturdurchschnitt und die Chancen sächsischer Schüler auf ein Studium in zulassungsbeschränkten Fächern könnten sich dadurch potenziell verschlechtern. Eine Benachteiligung gegenüber anderen Bundesländern wird in Kauf genommen.
Sofern nicht schon als Leistungskurs belegt, sind folgende Fächer verpflichtend in allen Kurshalbjahren (als von 11/I bis 12/II) zu belegen:
- Deutsch
- Mathematik
- eine fortgeführte Fremdsprache oder die in Klassenstufe 10 begonnene Fremdsprache – mit drei Wochenstunden
- eine weitere fortgeführte Fremdsprache – mit zwei Wochenstunden
- Physik
- Chemie
- Biologie
- Geschichte
- Gemeinschaftskunde/Rechtserziehung/Wirtschaft (G/R/W)
- Geographie
- Kunsterziehung oder Musik
- Ethik oder Religion
- Sport

Die Grundkursfächer Geographie und G/R/W können jedoch durch je eines der Grundkursfächer Astronomie, Informatik, Philosophie, weitere fortgeführte Fremdsprache oder durch einen fächerverbindenden Grundkurs ersetzt werden. Die fächerübergreifenden Grundkurse müssen vom Sächsischen Staatsministerium für Kultus genehmigt werden und werden nicht von allen Schulen angeboten.
Das Grundkursfach Biologie kann nur durch einen fächerübergreifenden Grundkurs mit überwiegend naturwissenschaftlichem Inhalt ersetzt werden.
Beispiele für Wahlgrundkurse sind:
- Ökologie
- Biotechnologie
- klassische und medizinische Biochemie
- Psychologie
- Filmanalyse
- Antike
- Theater

Die mit zwei Wochenstunden belegte fortgeführte Fremdsprache kann ersetzt werden durch ein Grundkursfach (außer Sport und Fremdsprache), wenn dieses Grundkursfach entweder bilingual in eben jener Fremdsprache unterrichtet wird oder wenn die Arbeitssprache des Grundkursfaches jene Fremdsprache ist.

## Besondere Lernleistung
Im Rahmen der gymnasialen Oberstufe kann in Sachsen eine Besondere Lernleistung (BeLL) erbracht werden. Die Schule hat hierbei Betreuungspflicht gegenüber dem Schüler.
Die Einbringung der BeLL in die Gesamtqualifikation erfolgt in vierfacher Wertung und ersetzt die fünfte mündliche Prüfung.
Die BeLL wird von einem Erst- und Zweitkorrektor zur Bewertung herangezogen, wobei der Erstkorrektor der betreuende Lehrer ist. Des Weiteren ist eine mündliche Verteidigung (Kolloquium) dieser Arbeit notwendig.
Bei einer besonderen Lernleistung ohne fachpraktische Komponente errechnet sich die Gesamtpunktzahl in vierfacher Wertung wie folgt:
{\displaystyle P\!Z_{\mathrm {gesamt,vierfach} }={\frac {8}{3}}\cdot P\!Z_{\mathrm {schriftlich} }+{\frac {4}{3}}\cdot P\!Z_{\mathrm {Kolloquium} }},
d. h. sie setzt sich aus den Einzelbewertungen der schriftlichen Dokumentation und des Kolloquiums im Verhältnis 2:1 zusammen. Die dabei berechnete Punktzahl wird gemäß den allgemeinen Rundungsregeln gerundet und geht dann in die Gesamtberechnung der Endnote ein.
Hat sich der Schüler für die Einbringung einer Besonderen Lernleistung entschlossen, kann für ihn die Belegpflicht für eines der Grundkursfächer Geographie, Gemeinschaftskunde/Rechtserziehung/Wirtschaft oder Biologie in der Jahrgangsstufe 12 entfallen, an einem Gymnasium mit vertiefter Ausbildung in den Jahrgangsstufen 11 und 12. Für das Grundkursfach Biologie kann die Belegpflicht nur entfallen, wenn die Besondere Lernleistung einen überwiegend naturwissenschaftlichen Bezug enthält. Der Arbeitsaufwand für eine Besondere Lernleistung entspricht dem für einen Grundkurs von mindestens zwei Kurshalbjahren.
Am Landesgymnasium Sankt Afra zu Meißen und am Johannes-Kepler-Gymnasium Chemnitz ist das Erstellen einer Besonderen Lernleistung obligatorisch, die Belegpflicht für ein Grundkursfach entfällt damit nicht.
Generell ist zu beachten, dass die Besondere Lernleistung noch nicht anderweitig im Rahmen der Schule bewertet worden ist, z. B. als Komplexe Leistung.
Das Abitur ist nicht bestanden, wenn sich der Schüler für die Einbringung einer Besonderen Lernleistung entschieden hat, deren Ergebnis
aber mit insgesamt 0 Punkten bewertet wurde.

## Abiturprüfung und Gesamtqualifikation
Zur Abiturprüfung wird nur zugelassen, wer sich unter anderem ordnungsgemäß zur Abiturprüfung angemeldet hat und die für den Block I benötigte Punktzahl (nämlich 200 Punkte) entweder schon erreicht hat oder unter Einbeziehung des Kurshalbjahres 12/II noch erreichen kann.
Die Abiturprüfung erfolgt in fünf Fächern:
- 1. erstes Leistungskursfach (P1), schriftlich (240 – 300 Minuten)
- 2. zweites Leistungskursfach (P2), schriftlich (240 – 300 Minuten)
- 3. Grundkursfach (P3), schriftlich (180 – 240 Minuten)
- 4. Grundkursfach (P4), mündlich (30 Minuten)
- 5. Grundkursfach (P5), mündlich (30 Minuten)

Aus jedem der drei Aufgabenfelder muss sich mindestens ein Fach unter den Abiturprüfungsfächern befinden.
Außerdem muss sich unter den Prüfungsfächern eine Naturwissenschaft (Physik / Chemie / Biologie) oder eine Fremdsprache (jedoch nicht eine erst in Klasse 10 begonnenen Fremdsprache!) befinden.
- Die Grundkursfächer Kunst, Musik, fortgeführte Fremdsprache, weitere fortgeführte Fremdsprache, mit der ein Fach ersetzt wurde, Ethik sowie Informatik  können ausschließlich mündliches Prüfungsfach P4 oder P5 sein.
- Das Grundkursfach Evangelische bzw. Katholische Religion kann ebenso nur mündliches Prüfungsfach P4 oder P5 sein, außer an Schulen in kirchlicher Trägerschaft. Dort kann es auch als schriftliches Prüfungsfach P3 belegt werden.
- In den Grundkursfächern Sport, Astronomie, Philosophie und im fächerverbindenden Grundkurs können weder mündliche noch schriftliche Prüfungen abgelegt werden.

Die Gesamtqualifikation ergibt sich aus dem Block I und dem Block II.
Seit dem Abitur 2018 müssen nicht mehr alle, sondern 40 (bis 2017: alle 52) Kurshalbjahresergebnisse in die Gesamtwertung eingebracht werden. Folgende Ergebnisse müssen dennoch in jedem Falle eingebracht werden:
- die Kurshalbjahresergebnisse in den fünf Abiturprüfungsfächern
- vier Kurshalbjahresergebnisse in einer fortgeführten Fremdsprache
- zwei Kurshalbjahresergebnisse in einem der Fächer Kunst oder Musik
- vier Kurshalbjahresergebnisse im Fach Geschichte
- acht Kurshalbjahresergebnisse in zwei der Fächer Biologie, Chemie oder Physik bzw. vier Kurshalbjahresergebnisse aus einem der Fächer Biologie, Chemie oder Physik und vier Kurshalbjahresergebnisse des ersetzenden Grundkurses
- zwei Kurshalbjahresergebnisse in einem der Fächer Geographie oder Gemeinschaftskunde/Rechtserziehung/Wirtschaft
- zwei Kurshalbjahresergebnisse im Fach Evangelische Religion oder Katholische Religion oder Ethik

Darüber hinaus ist aus jedem belegten Fach mindestens ein Kurshalbjahresergebnis einzubringen.
Dabei gehen die Leistungskursfächer zweifach in Wertung, d. h. die erreichte Punktzahl und die Anzahl der Halbjahresergebnisse wird jeweils verdoppelt (bei der Anzahl der einzubringenden Kurshalbjahresergebnisse zählen die Leistungskurse dennoch einzeln). Für das Gesamtergebnis gilt:
{\displaystyle B1={\frac {\text{Summe aller Kurshalbjahresergebnisse}}{\text{Anzahl der Kurshalbjahresergebnisse}}}\cdot 40}

Weiterhin zu beachten ist, dass kein Kurshalbjahresergebnis mit 0 Punkten eingehen darf. Maximal zwölf Kurshalbjahresergebnisse dürfen unter 5 Punkten liegen, davon maximal acht in Leistungskursen. (Die Angabe bezieht sich bereits auf die zweifache Wertung.)

Im Block II werden die Ergebnisse der fünf Abiturprüfungen in vierfacher Wertung eingebracht. Es gilt:
{\displaystyle B2=4\cdot (P1+P2+P3+P4+P5)}

Dabei müssen in diesem Block mindestens 100 Punkte erreicht werden. Außerdem gilt, dass mindestens drei Abiturprüfungen, darunter mindestens ein Leistungskursfach, mit mindestens 5 Punkten bestanden worden sein müssen. Keine der Prüfungsleistungen darf 0 Punkte betragen. Ist dies der Fall, muss der Schüler eine zusätzliche mündliche Prüfungen in dem betreffenden Fach ablegen, die mit mindestens 1 Punkt bestanden werden muss.

Für die Berechnung der Gesamtqualifikation P ergibt sich nun:
{\displaystyle P=B1+B2}
Aus dieser Gesamtqualifikation P kann nun die Durchschnittsnote N (eine Dezimalzahl von 1,0 bis 4,0) ermittelt werden gemäß
{\displaystyle N={\frac {17}{3}}-{\frac {P}{180}}}

Es ist zu beachten, dass für die Durchschnittsnote nur die erste Nachkommastelle verwendet wird (ohne Rundung nach mathematischen Regeln, die die zweite Nachkommastelle betrachten würden).

Falls die Gesamtqualifikation P mehr als 840 Punkte beträgt, wird das entsprechende Ergebnis jedoch auf 1,0 aufgerundet.